# Kyffin Simpson

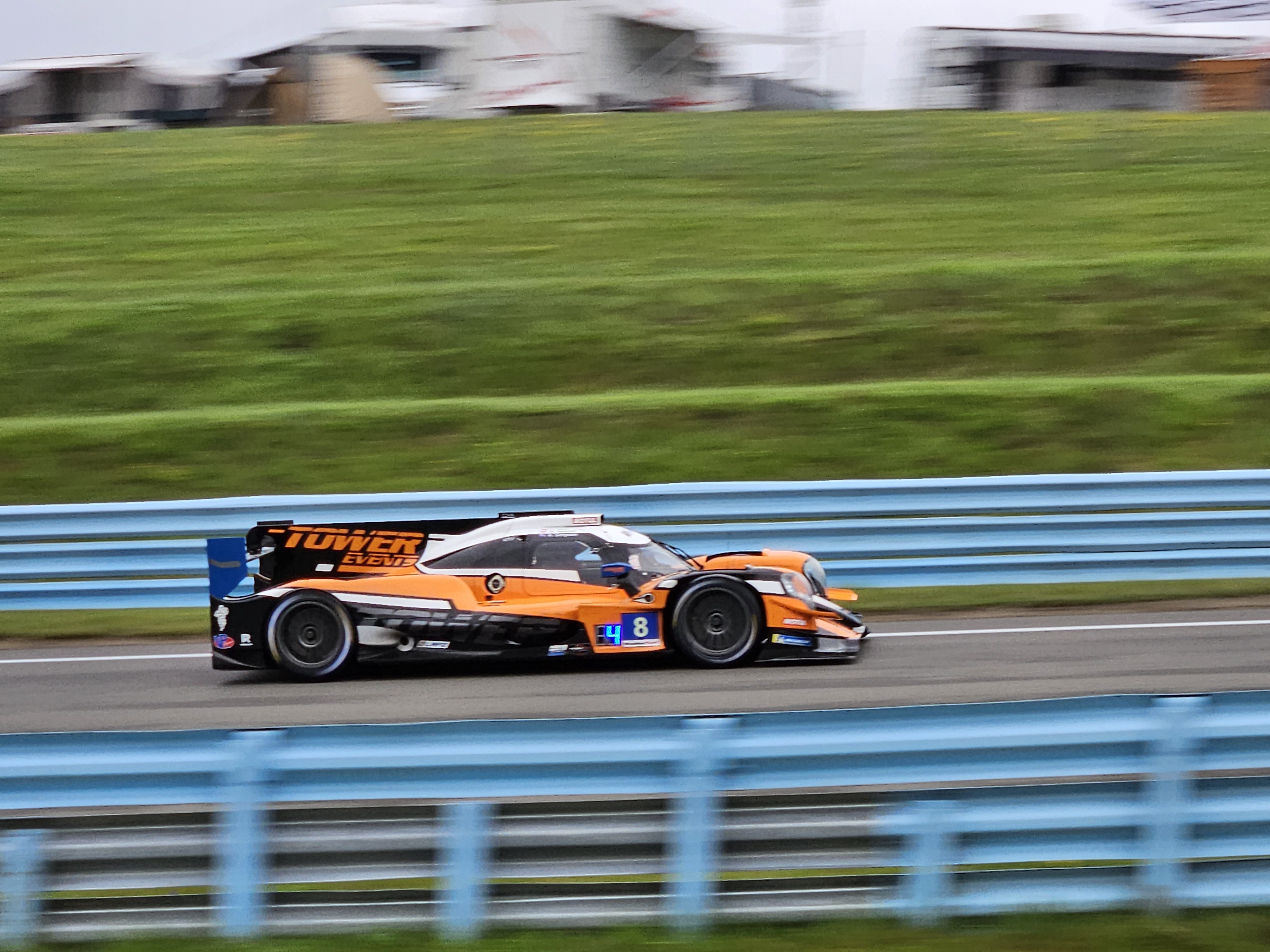
Kyffin Simpson im Oreca 07 des Tower Motorsports Team beim 6-Stunden-Rennen von Watkins Glen 2023.

Kyffin Simpson (* 9. Oktober 2004 in Bridgetown) ist ein barbadischer Rennfahrer. Er fährt unter der Flagge der Cayman Islands in der IndyCar Series.

## Karriere
In den Jahren 2020 und 2021 bestritt Simpson die Formula Regional Americas Championship. 2020 belegte er den 13. Gesamtrang und 2021 gewann er die Meisterschaft mit mehreren Lauf-Siegen.
Neben der Indy NXT Serie 2022 gab Simpson sein Debüt in der IMSA SportsCar Championship im Team Gradient Racing. Am Steuer eines Acura NSX GT3 EVO II beim 24-Stunden-Rennen von Daytona 2022. Zusammen mit seinen Teamkollegen Mario Farnbacher und Till Bechtolsheimer gewann er das Petit Le Mans 2022 (Road Atlanta) in der GTD-Klasse. Im Jahr 2023 siegte Simpson mit dem Team Tower Motorsports in einem Oreca 07 in Sebring beim 12-Stunden-Rennen. Die Indy NXT Saison 2022 beendete er auf dem neunten und die Saison 2023 auf dem zehnten Rang. Simpson bekam für die Saison 2024 beim Team Chip Ganassi Racing ein Fahrzeug um die IndyCar Series zu bestreiten.

## Statistik

### Einzelergebnisse in der IndyCar Series
| Jahr | Team                | 1   | 2   | 3   | 4   | 5    | 6    | 7   | 8   | 9   | 10   | 11   | 12   | 13  | 14  | 15   | 16   | 17  | Punkte | Rang |
| ---- | ------------------- | --- | --- | --- | --- | ---- | ---- | --- | --- | --- | ---- | ---- | ---- | --- | --- | ---- | ---- | --- | ------ | ---- |
| 2024 | Chip Ganassi Racing | STP | LBH | ALA | IMS | INDY | DET  | ROA | LAG | MDO | IOW1 | IOW2 | TOR  | GAT | POR | MIL1 | MIL2 | NSH | 182    | 21.  |
| 2024 | Chip Ganassi Racing | 12  | 19  | 14  | 15  | 21L  | 24   | 27  | 23  | 21  | 14   | 18   | 22   | 25  | 16  | 25   | 13   | 22  | 182    | 21.  |
| 2025 | Chip Ganassi Racing | STP | TTC | LBH | ALA | IMS  | INDY | DET | GAT | ROA | MDO  | IOW1 | IOW2 | TOR | LAG | POR  | MIL1 | NSH | 231    | 16.  |
| 2025 | Chip Ganassi Racing | 18  | 15  | 10L | 21  | DNS  | 25   | 5   | 15  | 6L  | 10L  | 18   | 13   | 3   | 27  |      |      |     | 231    | 16.  |

Legende

### Le-Mans-Ergebnisse
| Jahr | Team           | Fahrzeug | Teamkollege              | Teamkollege   | Platzierung | Ausfallgrund |
| ---- | -------------- | -------- | ------------------------ | ------------- | ----------- | ------------ |
| 2024 | Nielsen Racing | Oreca 07 | David Heinemeier Hansson | Fabio Scherer | Rang 25     |              |

### Sebring-Ergebnisse
| Jahr | Team            | Fahrzeug            | Teamkollege         | Teamkollege      | Platzierung            | Ausfallgrund |
| ---- | --------------- | ------------------- | ------------------- | ---------------- | ---------------------- | ------------ |
| 2022 | Gradient Racing | Acura NSX GT3 Evo22 | Till Bechtolsheimer | Mario Farnbacher | Rang 37                |              |
| 2023 | TDS Racing      | Oreca 07            | Scott McLaughlin    | John Farano      | Rang 3 und Klassensieg |              |

### Einzelergebnisse in der FIA-Langstrecken-Weltmeisterschaft
| Saison | Team           | Rennwagen | 1   | 2   | 3   | 4   | 5   | 6   | 7   | 8   |
| ------ | -------------- | --------- | --- | --- | --- | --- | --- | --- | --- | --- |
| 2024   | Nielsen Racing | Oreca 07  | KAT | IMO | SPA | LEM | SAO | AUS | FUJ | BAH |
| 2024   | Nielsen Racing | Oreca 07  | 25  |     |     |     |     |     |     |     |